# 東坊城恭長
東坊城 恭長（ひがしぼうじょう やすなが、1904年9月9日 - 1944年9月22日）は、日本の映画俳優、脚本家、映画監督。正三位勲三等子爵、貴族院議員東坊城徳長の三男で、戦前の日活大将軍撮影所等で活躍した。同子爵の三女入江たか子は実妹、その長女で女優の入江若葉は姪に当たる。

## 人物・来歴
1904年9月9日、東京・麻布の東坊城家の三男（庶子）として生まれる。
慶應義塾大学予科を卒業後、京都に移り、23歳、子爵小笠原長生の長男小笠原明峰が1923年に京都に設立したばかりの映画会社「小笠原プロダクション」に入社、大正末期の無声映画時代に、映画俳優となる。1924年、20歳のときに三善英芳こと小笠原章二郎監督の『泥棒日記』、あるいはその兄・小笠原明峰監督の『海賊島』の端役でデビュー、とされる。
次に、京都の日活大将軍撮影所に入社、「現代劇部」の映画俳優としてキャリアが始まる。最初にクレジットとして記録に残っている作品は村田実監督の『青春の歌』で、同作は1924年12月5日に鈴木傳明主演作として浅草三友館を皮切りに全国で公開された。
翌1925年には、溝口健二監督の『小品映画集《街のスケッチ》』や翌1926年の村田実監督の『故郷の水は懐し』では、小品といえど主役を張るようになる。当時の俳優仲間には、のちに映画監督となる島耕二や渡辺邦男がいた。
やがて1927年、脚本家としてデビューする。初脚本作は内田吐夢監督の『靴』で、同年3月26日に浅草三友館を皮切りに全国で公開された。俳優業は、同年5月1日に全国で公開された村田実監督、夏川静江主演の『椿姫』を最後に廃業した。大将軍撮影所では1928年秋までに9本を監督した。
日活の大将軍撮影所閉鎖により、「時代劇部」につぐ「現代劇部」の移転にともない、1928年、新設の日活太秦撮影所に移る。ここでも1929年-1932年の間に11本を監督した。1932年1月、同撮影所での監督作10作目、サトウ・ハチロー原作、市川春代主演の『浅草悲歌』に出演した直後、まだ20歳だった妹・入江たか子が同撮影所から独立、製作会社「入江ぷろだくしょん」を設立した。同社は、大阪の帝国キネマが改組して東京に設立した新興キネマとの提携・配給で、双ヶ丘（現在の右京区御室双岡町）に新設した専用の撮影所で、入江を主演とした「現代劇」を製作していく会社だった。
そこで、東坊城も1932年末をもって古巣の日活を退社、「入江ぷろ」に入社、阿部豊監督の『須磨の仇浪』（1933年3月16日公開）や、かつて俳優時代に主演に抜擢してくれた溝口健二監督の『瀧の白糸』（同年6月1日公開）の脚本を書く。また同社の提携先の新興キネマで、3本の無声映画を監督した。
1935年、新興キネマ京都撮影所の放つ、絢爛豪華な正月作品『春姿娘道中』の監督に抜擢される。同作は東坊城にとって初めての「サウンド版」映画の現代劇で、市川春代を主演に、竹夏子、霧立のぼる、浦辺粂子、森静子、そして入江たか子といったスター女優が揃い踏み、浅草電気館をはじめとして全国で公開された。しかし、これが東坊城にとっての最後の監督作となった。
「入江ぷろ」が1935年をもって新興キネマとの提携を解消、撮影所は閉鎖、1937年からは新たにPCL映画製作所との製作提携と東宝映画配給との配給提携に移行した。そこで東坊城は、木村荘十二、伏水修監督の入江たか子主演作、2本のトーキーの脚本を書き、また、同年のPCLほか4社合併による「東宝映画」の設立後、入江は東宝と専属契約し、同プロダクションは解散した。
1940年、佐藤武監督、吉屋信子原作、妹の主演作『妻の場合 前・後篇』（トーキー、東宝映画）の脚本を書いたが、同作を最後に、その後の活動は不詳。
1944年9月22日に死去。40歳没。

## フィルモグラフィ

### 出演
日活大将軍撮影所
- 青春の歌　1924年　監督村田実、主演鈴木傳明
- 君国の為に　1925年　監督若山治、主演中村吉次
- 街の手品師　1925年　監督村田実、主演近藤伊与吉、岡田嘉子
- 大地は微笑む 第一篇　1925年　監督溝口健二、脚本畑本秋一、主演高木永二
- 大地は微笑む 第二篇　1925年　監督若山治、脚本畑本秋一、主演高木永二
- 大地は微笑む 第三篇　1925年　監督鈴木謙作、脚本畑本秋一、主演中野英治
- 波荒き日　1925年　監督若山治、主演山本嘉一
- お雪とお京　1925年　監督・脚本若山治、主演浦辺粂子、高木永二
- 娘の行商　1925年　監督・脚本楠山律、主演梅村蓉子
- 栄光の丘へ　1925年　監督若山治、主演高木永二
- 小品映画集《街のスケッチ》　1925年　主演　監督溝口健二、共演岡田嘉子
- 人間 前後篇　1925年　監督溝口健二、脚本畑本秋一、主演中野英治、岡田嘉子
- 日輪 後篇　1926年　監督・脚本村田実、主演山本嘉一、岡田嘉子
- 故郷の水は懐し　1926年　主演　監督村田実、共演衣川光子
- 神田の下宿　1926年　監督伊奈精一、原作・脚本木村恵吾、主演根岸東一郎
- 死の宝庫 前・中篇　1926年　監督田坂具隆、伊奈精一、主演星野弘喜、島耕二
- 死の宝庫 後篇　1926年　監督田坂具隆、伊奈精一、主演星野弘喜、島耕二
- 都の西北　1926年　監督伊奈精一、脚本木村恵吾、主演中野英治、渡辺邦男
- 椿姫　1927年　監督村田実、脚本森岩雄、主演夏川静江、島耕二、渡辺邦男

### 脚本・監督
日活大将軍撮影所
- 靴　1927年　原作・脚本　監督内田吐夢、主演島耕二、小杉勇
- 旅芸人　1927年　監督　共同監督阿部豊、主演南部章三
- 鉄路の狼　1927年　監督　原作・主演浅岡信夫
- 喧嘩　1927年　監督　原作・脚本木村恵吾、主演中野英治
- 激情　1928年　監督・脚本　主演中野英治、入江たか子
- 借りた指輪　1928年　監督　脚本木村恵吾、主演沖悦二
- 悲しき女性　1928年　監督　原作・脚本木村恵吾、主演谷幹一、千秋実、浦辺粂子、佐久間妙子
- 蔚山沖の海戦　1928年　監督　共同監督畑本秋一、主演山本嘉一、島耕二、中野英治
- 泥人形　1928年　監督・原作・脚本　主演中野英治、徳川良子
- 田園の哀愁　1928年　監督・原作・脚本　主演谷幹一、津島ルイ子

日活太秦撮影所
- 第二の母　1929年　脚本　監督木村次郎、主演津島ルイ子、糸緒千夜子
- まごころ　1929年　監督　脚本畑本秋一、主演見明凡太郎、滝花久子
- 結婚悲劇　1929年　監督　原作武者小路実篤、脚本木村千疋男、主演沖悦二、英百合子、市川春代
- めくら　1929年　監督・原作　脚本木村恵吾、主演南部章三
- 女　1930年　監督・原作　脚本木村恵吾、主演南部章三、入江たか子
- 未果てぬ夢　1930年　監督　脚本木村千疋男、主演入江たか子、浦辺粂子、南部章三
- 酒場の女　1930年　監督　原作・脚本木村千疋男、主演沖悦二、有島さと枝
- 僕には恋人があります　1931年　監督・脚本　主演大日方伝、佐久間妙子
- 嬢やの散歩街　1931年　監督　主演佐久間妙子
- ある父　1931年　監督・脚本　原作武者小路実篤、主演沖悦二、吉田照子
- 浅草悲歌 Asakusa Elegy　1932年　監督・脚本　原作サトウ・ハチロー、主演市川春代、入江たか子
- 女を打つ勿れ　1932年　監督・原作・脚本　主演中村吉次、佐久間妙子

入江ぷろだくしょん - 新興キネマ
- 須磨の仇浪　1933年　脚本　監督阿部豊、共同脚本夫馬修、主演入江たか子、岡田時彦　入江ぷろだくしょん作品
- 瀧の白糸　1933年　脚本・美術意匠　監督溝口健二、原作泉鏡花、共同脚本館岡謙之助、増田真二、清涼卓明、主演入江たか子、岡田時彦　入江ぷろだくしょん作品
- 涙の世渡り　1933年　監督・脚本　原作サトウ・ハチロー、主演中野英治、淡路千夜子　新興キネマ作品
- 春告鳥　1933年　監督　主演森静子、月田一郎、入江たか子　新興キネマ作品
- 消防手　1934年　監督　脚本畑本秋一、主演島耕二、森静子、月田一郎　新興キネマ作品

新興キネマ京都撮影所（サウンド版）
- 春姿娘道中　1935年　監督　脚本大宮一郎、主演市川春代、竹夏子、霧立のぼる、浦辺粂子、森静子、入江たか子　新興キネマ京都撮影所作品

PCL映画製作所 - 東宝映画東京撮影所（トーキー）
- からゆきさん　1937年　脚本　監督木村荘十二、共同脚本畑本秋一、主演入江たか子、清川虹子　PCL映画製作所・入江ぷろだくしょん提携作品
- 白薔薇は咲けど　1937年　脚本　監督伏水修、原作西條八十、音楽古賀政男、主演入江たか子　PCL映画製作所作品
- 妻の場合 前篇　1940年　脚本　監督佐藤武、原作吉屋信子、音楽服部正、主演藤田進、入江たか子、高田稔　東宝映画東京撮影所作品
- 妻の場合 後篇　1940年　脚本　監督佐藤武、原作吉屋信子、音楽服部正、主演藤田進、入江たか子、高田稔　東宝映画東京撮影所作品